# Пегави трагопан
Пегави трагопан (лат. Tragopan caboti) је врста птице из рода трагопана (лат. Tragopan), који припада породици фазана (лат. Phasianidae). Насељава југоисточне кинеске провинције Фукиен, Кјангси, Џејанг, Квантунг, Гуангси и Хунан. 

## Опис
Пегави трагопан је птица која велики део живота проводи на тлу. Мужјаци достижу дужину од око 60 cm и тежину од око 1,4 kg, док женке достижу дужину од око 50 cm и тежину од око 900 g. Ноге пегавог трагопана су релативно кратке. Глава мужјака је црна са црвено-наранџастом пругом са обе стране, врат је наранџасте боје са црним шарама, гола кожа на образима и око очију је наранџасте боје. У време сезоне парења имају плаве кожне рогове и кожну кесу на грлу, која кад је надувана буде у средини наранџасте боје са плавим тачкама, а по ивицама буде шарена, црвене и светлоплаве боје. Перје са горње стране тела је црвенкасто-браон, са белим тачкама. Док је перје са доње стране тела прљаво беле боје.

## Станиште и распрострањеност
Пегави трагопан је ендемска врста која насељава планине у југоисточној Кини, где је присутна у провинцијама Фукиен, Кјангси, Џејанг, Квантунг, Гуангси и Хунан. Његово типично станиште су суптропске зимзелене шуме и друге шуме са мешавином листопадног и четинарског дрвећа. Станишта која насељава се налазе на надморској висини од 600 до 1.800 метара, а присутан је и изнад горње границе шумске вегетације. Популација је фрагментисана, јер се пегави трагопан не креће између шума, када је чистина између њих већа од 500 метара.

## Исхрана
Биљојед је и храни се претежно на тлу, изданцима, цвећем, корењем, плодовима и семењем. Омиљена храна су му плодови и лишће врсте Daphniphyllum macropodum. Понекад се храни и малим бескичмењацима.

## Размножавање
Сезона гнежђења је у пролеће. Гнезда обично прави на крошњама дрвећа, а као материјал за прављење гнезда користи траву, лишће, перје и маховину. Понекад користи напуштена гнезда других птица. Полаже од 2 до 6 јаја, а на јајима лежи искључиво женка. Пилићи се излежу након 28 дана инкубације. После два, три дана женка и пилићи заједно напуштају гнездо, јер су птићи у стању да лете убрзо након излегања. Женка и пилићи остају заједно током зиме.

## Угроженост
У црвеној листи IUCN-а, пегави трагопан је означен као рањива врста, због тога што је процењена популација врсте мања од 10.000 јединки и смањује се. Главна претња по опстанак пегавог трагопана је губитак станишта, због крчења шума да би се створиле нове обрадиве површине и плантаже бамбуса и четинара. Пегави трагопан је присутан у неким заштићеним областима, али популације у њима су углавном мале. Још једна претња по опстанак врсте је криволов, који је присутан у неким областима.